# Cuscino (singolo)
Cuscino è un singolo dei rapper italiani Yamba e DrefGold, pubblicato il 17 novembre 2017.

## Video musicale
Il videoclip, diretto da Thelonious. B, è stato pubblicato il 31 maggio 2017 attraverso il canale YouTube della Junior Broda Entertainment.

## Tracce
1. Cuscino – 3:24